# Сани із дзвіночками
«Сани із дзвіночками» (англ. Sleigh Bells) — американський анімаційний короткометражний фільм, знятий Волтом Діснеєм і Абом Айверксом. Стрічка була випущена The Walt Disney Studio 31 липня 1928 року. Фільм розповідає про пригоди кролика Освальда.
Стрічка вважалася загубленою з 1928 року, доки вона не була знайдена в листопаді 2015 року співробітником національного архіву Британського інституту кіно, коли той переглядав онлайн-каталог. Знайдена копія вважається єдиною, яка збереглася.
Прем'єра відреставрованої версії фільму відбулася 12 грудня 2015 в лондонському кінотеатрі BFI Southbank як частина програми різдвяних короткометражок Діснея.